# Công Kiên Định
Công Kiên Định (tiếng Trung: 公肩定; bính âm: Gong Jianding), hay Công Tân Định (公賓定), tự Tử Trung (子中) hay Tử Trọng (子仲), tôn xưng Công Tử (公子), người nước Lỗ hoặc nước Tấn thời Xuân thu, là một trong thất thập nhị hiền của Nho giáo.

## Cuộc đời
Cuộc đời của Công Kiên Định không được ghi chép lại. Năm 72, thời Hán Minh Đế, Công Kiên Định được phối thờ trong Khổng miếu.